# NGC 3388
NGC 3388 = NGC 3425 ist eine Linsenförmige Galaxie vom Hubble-Typ S0 im Sternbild Löwe am Nordsternhimmel. Sie ist schätzungsweise 291 Millionen Lichtjahre von der Milchstraße entfernt und hat einen Durchmesser von etwa 90.000 Lichtjahren.
Im selben Himmelsareal befinden sich u. a. die Galaxien NGC 3417, NGC 3427, NGC 3436, NGC 3439.
Die Typ-Ia-Supernova SN 2009al wurde hier beobachtet.
Das Objekt wurde am 17. April 1784 von Wilhelm Herschel entdeckt und im Jahr 1880 von Andrew Ainslie Common wiederentdeckt.